# 谷脇素文
谷脇 素文（たにわき そぶん、1878年12月15日 - 1946年4月28日）は、日本の漫画家、挿絵画家。本名は、谷脇清澄。
高知県に生まれる。四条派を学び、画家として高知新聞社に入社、挿絵や似顔絵を駆使した時事漫画が好評を得る。1918年に上京して講談社へ転職し、漫画家として活躍を開始する。川柳に漫画を添えた「川柳漫画」で人気を博した。

## 著書
- 『うき世さまざま－川柳漫画』、大日本雄弁会、1926年12月。
- 『いのちの洗濯－川柳漫画』、大日本雄弁会講談社、1930年7月。
- 講談社編『川柳漫画』、講談社、1969年1月。